# Токаревка (Николаевская область)
Токаревка (укр. Токарівка) — село в Первомайском районе Николаевской области Украины.
Население по переписи 2001 года составляло 176 человек. Почтовый индекс — 55130. Телефонный код — 5133. Занимает площадь 1,619 км².

## Местный совет
55130, Николаевская обл., Первомайский р-н, с. Великая Мечетня, ул. Голембиевского, 69